# Walow
Walow est une commune d'Allemagne située dans l'arrondissement du Plateau des lacs mecklembourgeois, dans le Land de Mecklembourg-Poméranie-Occidentale.

## Géographie
Walow se situe dans la région du plateau des lacs mecklembourgeois (Mecklenburgische Seenplatte) une région de lacs et de forêts. A une dizaine de kimomètres des quatre plus grands lacs (Lac Müritz, Kölpinsee, Lac de Fleesen et Plauer See) reliés par la rivière Elde.

## Histoire
Walow fut mentionnée pour la première fois dans un document officiel en 1255. 